# فرودگاه بین‌المللی ساسکاتون جان گ. دیفنبکر
فرودگاه بین‌المللی ساسکاتون جان گ. دیفنبکر (به انگلیسی: Saskatoon John G. Diefenbaker International Airport) (به زبان بومی: Saskatoon International Airport) یک فرودگاه همگانی باربری با کد یاتا YXE است که یک باند فرود آسفالت دارد و طول باند آن ۲۵۳۰ متر است. این فرودگاه در شهر ساسکاتون کشور کانادا قرار دارد و در ارتفاع ۵۰۴ متری از سطح دریا واقع شده‌است.